# Фінгел (Північна Дакота)
Фі́нгел (англ. Fingal) — місто (англ. city) в США, в окрузі Барнс штату Північна Дакота. Населення — 92 особи (2020).

## Географія
Фінгел розташований за координатами 46°45′45″ пн. ш. 97°47′35″ зх. д. / 46.76250° пн. ш. 97.79306° зх. д. (46.762532, -97.793148). За даними Бюро перепису населення США в 2010 році місто мало площу 1,08 км², уся площа — суходіл.

## Демографія
Згідно з переписом 2010 року, у місті мешкало 97 осіб у 46 домогосподарствах у складі 27 родин. Густота населення становила 90 осіб/км². Було 57 помешкань (53/км²).
Расовий склад населення:
| - 96,9 % — білих - 2,1 % — корінних американців - 1,0 % — чорних або афроамериканців |

До двох чи більше рас належало 0,0 %. Частка іспаномовних становила 0,0 % від усіх жителів.
За віковим діапазоном населення розподілялося таким чином: 22,7 % — особи молодші 18 років, 61,8 % — особи у віці 18—64 років, 15,5 % — особи у віці 65 років та старші. Медіана віку мешканця становила 41,5 року. На 100 осіб жіночої статі у місті припадало 106,4 чоловіків; на 100 жінок у віці від 18 років та старших — 102,7 чоловіків також старших 18 років.
Середній дохід на одне домашнє господарство становив 73 335 доларів США (медіана — 47 188), а середній дохід на одну сім'ю — 110 241 долар (медіана — 75 139). Медіана доходів становила 50 938 доларів для чоловіків та 50 625 доларів для жінок. За межею бідності перебувало 3,2 % осіб, у тому числі 8,3 % дітей у віці до 18 років та 0,0 % осіб у віці 65 років та старших.
Цивільне працевлаштоване населення становило 54 особи. Основні галузі зайнятості: будівництво — 29,6 %, виробництво — 25,9 %, роздрібна торгівля — 9,3 %, транспорт — 7,4 %.